# Gussago
Gussago là một đô thị ở tỉnh Brescia trong vùng Lombardia của Ý. Gussago có diện tích 25  km², dân số thời điểm 28 tháng 2 năm 2006 là 15.822 người.
Đô thị này có các làng sau: Civine Navezze, Ronco, Piazza, Sale, Casaglio, Villa, Croce, Barco.
Đô thị này giáp với các đô thị sau: Brescia, Brione (Brescia), Castegnato, Cellatica, Concesio, Ome, Rodengo-Saiano, Roncadelle, Villa Carcina.